# Vlag van Lapland (Finland)

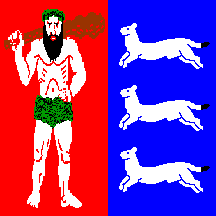
Vlag van Lapland

De vlag van Lapland is een vierkante banier van het wapen van deze provincie. Het wapen is samengesteld uit de wapens van de historische regio's Lapland (een wildeman met knuppel op een rode achtergrond) en Österbotten (witte schapen op een blauwe achtergrond). Deze regio's waren provincies van het Zweedse koninkrijk, totdat Finland in 1809 deel van Rusland ging uitmaken. De huidige regio Lapland is gelegen op delen van het grondgebied van de twee historische provincies.
De vlag is, net als de provincie Lapland, gecreëerd in 1997.
Op 1 januari 2010 werden de Finse provincies opgeheven. Hiermee verviel de vlag.